# Onderweg naar Morgen (seizoen 4)
Het vierde seizoen van Onderweg naar Morgen, een televisieserie gebaseerd op het door Claire Labine en Paul Avila Mayer bedachte Ryan's Hope, werd voor het eerst uitgezonden op 2 september 1996 en eindigde op 30 mei 1997. In dit seizoen voerde de serie haar eerste verjonging door. 

## Cast

### Aanvang
| Acteur              | Personage             | Afleveringen                                                    |
| ------------------- | --------------------- | --------------------------------------------------------------- |
| Dolf de Vries       | Dr. Ed Couwenberg     | 481-605, 642-675 (onderbreking i.v.m. met andere werkzaamheden) |
| Jop de Vries        | Dr. Victor Couwenberg | Hele seizoen (481-675)                                          |
| Annemieke Verdoorn  | Mr. Joyce Couwenberg  | Hele seizoen (481-675)                                          |
| Bettina Berger      | Dr. Renée Couwenberg  | Hele seizoen (481-675)                                          |
| Martin Schwab       | Dr. Gyman Rhemrev     | 481-511                                                         |
| Yvonne Valkenburg   | Irene de Vries        | 481-546                                                         |
| Pauline van Rhenen  | Aafke Reitsema        | Hele seizoen (481-675)                                          |
| Herman Boerman      | Mr. Frank Reitsema    | Hele seizoen (481-675)                                          |
| Job Redelaar        | Pim Reitsema          | Hele seizoen (481-675)                                          |
| Apolonia van Veen   | Wanda Zevenster       | 481-613                                                         |
| Hero Muller         | Cor de Zeeuw          | Hele seizoen (481-675)                                          |
| Iwana Chronis       | Reina de Zeeuw        | 481-665                                                         |
| Roel Fooy           | Sander Overbeeke      | 481-494                                                         |
| Frits Jansma        | JP                    | Hele seizoen (481-675)                                          |
| Pamela Teves        | Bettina Wertheimer    | Hele seizoen (481-675)                                          |
| Joep Sertons        | Mr. Paul de Ridder    | Hele seizoen (481-675)                                          |
| Dominique van Vliet | Ellen Evenhuis        | Hele seizoen (481-675)                                          |
| Corinne van Egeraat | Julia Fontaine        | 481-652                                                         |
| Pim Vosmaer         | Bob Simons            | Hele seizoen                                                    |
| Franky Ribbens      | Melle Hartman         | 481-598                                                         |

### Nieuwe rollen
| Acteur                        | Personage            | Afleveringen                   |
| ----------------------------- | -------------------- | ------------------------------ |
| Jos Verest Casper van Bohemen | Dr. Rutger Helligers | 517-563 (#1) 566-675           |
| Margot van Doorn              | Merel Mascini        | 552-568 (gast), 655-675 (vast) |
| Karina Smulders               | Charlotte Konings    | 563-675                        |
| Chris Zegers                  | Sasza Nagy           | 571-675                        |

### Terugkerende rollen
| Acteur                                                             | Personage                   | Afleveringen           |
| ------------------------------------------------------------------ | --------------------------- | ---------------------- |
| Albertine de Kanter                                                | Zuster Anja Schuuring       | Hele seizoen (481-675) |
| Melline Mollerus                                                   | Zuster Lisette Krol         | Hele seizoen (481-675) |
| Johann Glaubitz                                                    | Bert Verhagen               | Hele seizoen (481-675) |
| Frank Meijers                                                      | Politieagent Bart van Hoeve | Hele seizoen (481-675) |
| Dennis Barten                                                      | Tommy Nooy                  | 511-613                |
| Iggy Terwisscha van Scheltinga Daniel Dewa Lenssen Jolene Wijnstok | Gyman Couwenberg            | 568-675                |

### Gastrollen
- Ansje Beentjes als Hannah de Zeeuw, als de moeder van Reina en de voormalige vrouw van Cor de Zeeuw.
- Annelies van der Bie als Betty Wildzang, de psychiater van Rutger.
- Christine Bijvanck als Jet van Sprang, patiënt die zwanger wil worden.
- Robert Borremans als Leonard Nijland, patiënt in het Beatrix en vraagt Reina naar Italië te komen.
- Jan Draaijer als Pieter Zwaan, onderwereldfiguur
- Mylène Duyvestein als Vanya van Bakel, danseres in de Casablanca en vriendin van Pim.
- Marielle Fiolet als Elizabeth de Ridder, de bemoeizuchtige moeder van Paul.
- Hans van Gelder als Han Brillenburg.
- Tanneke Hartzuiker als Kate Leeflang, de manager van het Seepaert en de ex-vriendin van Renee.
- Marc Hazewinkel als Chris Gomez, vriend van Joyce en de verkrachter van Wanda.
- Tanja Jess als Stella Dietens, voormalige vriendin van Rutger.
- Sylvia Kristel als Trix Odijk, onschuldig veroordeeld voor de moord op de moeder van Michaël en Linda Verkerck.
- Joop van der Linden als Theo Bosselaar, hoofdcommissaris van de politie
- Steven Moonen als Jean Pierre, gigelo van Bettina.
- James Nunes als Sibu Makebe, adoptiezoon van Frank en Julia.
- Jackie van Oppen als Suzanne van Wetering, de ex-vriendin van Gyman.
- Peter Post als Willem de Vos, de verpleger van Hannah de Zeeuw.
- Roelant Radier als Michael Verkerck, persoon die Trix onschuldig heeft laten opsluiten.
- Frank Schaafsma als Steve Visser, manager van het casino bij de Casablanca.
- Diana Sno als Andrea Rolfus, dame van het adoptiebureau
- Tobia Janssen als Dagmar Brood, verkracht door Chris en vriendin van Wanda.
- Linda de Wolf als Els van Garderen, de vrouw van een op mysterieuze wijze overleden patiënt.
- Dick Woudenberg als Frans Kuipers, voorzitter raad van bestuur Beatrix.
- Loes Wouterson als Linda Verkerck, zus van Michael.

## Crew
Regie: Berry van Galen, Steven de Jong, Hans Walther, Peter Eversteyn 

Hoofdschrijvers: Rogier Proper, Marc Linssen (1996), Sabine van den Eynden (1996-1997), Marciel Witteman 

Scenario en dialogen: Kennard Bos, Joost van der Vleuten, Roeland Linssen, Andrea Steinmetz, Mieke Bouma, Gerdy van der Stap, Dee Brillenburg Wurth, Liesbeth Strik, Susan Stam, Agathe Flake, Lars Boom, Suzanne Hazenberg, Mariëtta Nollen, Petra Faber, Niki Rap, Liselot van Heesch 

Producent: Joop van den Ende, Frank Schoutens (uitvoerend)